# Byttneria baronii
Byttneria baronii är en malvaväxtart som beskrevs av Arenes. Byttneria baronii ingår i släktet Byttneria och familjen malvaväxter. Inga underarter finns listade i Catalogue of Life.